# Francisco José Perdomo
Francisco José Perdomo Borges (Las Palmas de Gran Canaria, 18 februari 1994) is een Spaans voetballer, bekend onder naam Nili. Hij speelt als verdediger bij Albacete Balompié.

## Clubvoetbal
Nili speelde in de jeugd van UD Las Palmas. Op 7 juni 2015 debuteerde hij in het eerste elftal in een wedstrijd tegen Deportivo Alavés in de Segunda División A. Zijn eerste wedstrijd in de Primera División volgde op 14 februari 2016 tegen Sevilla FC. In juli 2016 werd Nili gecontracteerd door FC Barcelona. Hij begon in het tweede elftal. Op 25 oktober 2016 speelde de verdediger zijn eerste wedstrijd voor de hoofdmacht van Barça. In de wedstrijd om de Supercopa de Catalunya tegen RCD Espanyol had Nili een basisplaats. Op 30 november debuteerde hij tegen Hércules CF in de Copa del Rey als invaller voor Samuel Umtiti. In 2017 vertrok Nili naar Albacete Balompié.